# Гуда Зогбі
Гуда Зогбі (20 червня 1954 , Бейрут )(араб. هدى الزغبي) — лікар та дослідник ліванського походження. Професор у медичному коледжі Бейлор, директор науково-дослідного неврологічного інституту Яна і Дена Дункан при дитячому шпиталі Техасу, США. Її роботи пролили світло на механізм виникнення синдрому Ретта та спиномозочкової атаксії.

## Нагороди та визнання
- 1995: Премія Кілбі за надзвичайний внесок у суспільство[4]
- 1996: Премія Едуарда Міда Джонсона, Товариства педіатричних досліджень[5]
- 1998: Премія Джейвітса, Рада NINDS, Національний інститут охорони здоров'я США[6]
- 1998: Премія Соріано, Американська неврологічна асоціація,[7]
- 1998: Премія Сіднея Картера, Американська академія неврології[6]
- 2001: Премія Бернарда Сакса, Товариство дитячої неврології,
- 2002: Премія Реймонда Деласі Адамса, Американська неврологічна асоціація[8]
- 2003: Премія Олдена Спенсера[en]
- 2004: Премія з педіатрії Марти Філіпсон, Фонд філіпсових досліджень
- 2004: обрано у Національну академію наук США
- 2004: Neuronal Plasticity Prize[de][9]
- 2006: Премія за досягнення з нейронауки, Бристол-Майерс Сквібб
- 2007: Robert J. and Claire Pasarow Foundation Medical Research Award[en][10]
- 2008: Внесена до Залу Слави жінок Техасу[en][11]
- 2009: Премія Вілчека[en]  з біомедичних досліджень, 2009[12]
- 2009: Міжнародна фундація дослідження синдрому Ретта "Коло ангелів"[13]
- 2009: Професор катедри праці, Університету Монтеррея[14]
- 2009: Премія Маріон Спенсер Фай, Медичний коледж Університету Дрекселя[15]
- 2011: Премія Віта та Лі Ліман Д'юї Таттл, Brookwood Legacy за досконалість та партнерство в медицині[16]
- 2011: Премія Грубера з неврології[en][17]
- 2013: Премія Диксона[en][18]
- 2013: Премія Перл Мейстер-Грингард[en][19]
- 2014: Премія фонду «March of Dimes» з біології розвитку[en][20][21]
- 2014: Премія Мортимера Саклера за відмінні досягнення у психофізіології розвитку[22]
- 2014: Премія Едуарда Сколника у нейромедицині[23]
- 2016: Медаль Джессі Стивенсон-Коваленко[24]
- 2016: Премія Шао з медицини (разом з Адріаном Бердом)[25]
- 2017: Премія за прорив у науках про життя[26][27]
- 2017: Міжнародна премія Гайрднера[28]
- 2018: Національний орден Кедра[29]
- 2018: Ross Prize in Molecular Medicine, Molecular Medicine[30]
- 2018: член Американської академії мистецтв і наук[31]
- 2019: Victor A. McKusick Leadership Award[32]
- 2020: Brain Prize[en][33]